# 歌川国鶴
歌川 国鶴（うたがわ くにつる、文化4年〈1807年〉 - 明治11年〈1878年〉3月19日）とは、江戸時代後期から明治時代初期にかけての浮世絵師。
国鶴は、二代目歌川豊国の甥で四代目歌川豊国と呼ばれるもう一人の人物。香蝶楼、一陽斎を名乗った四代目歌川豊国とは別人。

## 来歴
二代目歌川豊国の門人で、その甥。
本姓は和田、名は安五郎。歌川の画姓を称し一寿斎、一雄斎と号し、二代目豊重とも称す。江戸築地に生まれたが、天保8年（1837年）以降大坂に住む。安政2年（1855年）ごろ江戸に帰り、浅草花川戸の戸沢長屋に住んだ。この頃新門辰五郎の知遇を得る。安政2年の大地震に遭遇、後に下谷広徳寺横町に移る。さらに安政6年（1859年）以降は横浜に移住し、横浜絵を描いている。はじめ本村（現在の元町）、後に馬車道に住む。横浜火災の後、埋立地の翁町に移り、さらに横浜吉田町で明治10年（1877年）に絵草紙屋を開業しその地で没した。享年72。墓所は港区芝の増上寺内常行院。
作画期は天保の頃から没年までで、作には横浜絵や絵草紙の挿絵、役者絵、他に刺子襦袢の下絵、奉納扁額絵、地口行灯絵、刺青の下絵、肉筆浮世絵なども描いた。ホワイトハウスヒストリカル協会には、1879年（明治12年）6月に来日したグラント元大統領が持ち帰った国鶴の作品6点が所蔵されている。

## 親族
- 長男は歌川国鶴 (2代目)[3]
- 次男は歌川国松[3]
- 長女のムラはイギリス人貿易商ニコラス・フィリップス・キングドン（1829-1903）との間に4人の子をもうけた[4]。慶応3年（1867年）ごろに英国領事より外国人との結婚について日本政府に問い合わせがあり、これがムラとキングドンのことではないかと言われる[3]。キングドンはロンドンに生まれ、十代でメキシコの鉱山で働き、1861年に中国に渡り、文久３年（1863）にデント商会の日本における代理人として上海から横浜に来た[5]。1866年に同社が日本から撤退したため、独立して生糸などを扱うキングドン・シュワーベ商会を設立[4]。横浜居留地民の自治組織、市参事会や借地人会議、外国人商業会議所で活躍のほか、ポルトガル領事代理、タイムズ紙通信員(1894-1895)なども一時務め、慶応２年（1866）に横浜根岸にできた日本初の洋式競馬場（現・根岸森林公園）でも馬主、騎手、調教師として活躍、日本で没し、山手の外国人墓地に妻ムラとともに眠る[4][6]。
- 孫に娘ムラとキングドンの長男、歌川キンキク(1866〜1901)や朝治(アーサー)がいる。キンキク（キング・キク/King Kiku）はムラの私生児の届け出で、英国籍を求めたが認められず、日本国籍を得た[7]。二人は日本人だが容貌が外国人のようであったため、明治27年、外国人遊歩規定外で警官に咎められぬよう日本人証明書を横浜市長に要請した[8]。

## 作品

### 版本挿絵
- 『絵本美人大原女』二冊
- 『絵本大江山』一冊

### 錦絵
- 「娘みたき・中村富十郎」　大判2枚続のうち　早稲田大学演劇博物館所蔵　※天保6年4月、大坂中の芝居『契情箱伝授』より。春梅斎北英との合作
- 「横浜繁栄本町通時計台神奈川県全図」　大判3枚続　早稲田大学図書館所蔵　※明治5年
- 「東京両国之図」　大判3枚続　※明治5年
- 「武陽横浜神風楼賑之図」　大判3枚続　※明治6年
- 「横浜ステーション花園の図」　大判3枚続　※明治8年

### 肉筆画
| 作品名       | 技法         | 形状・員数 | 寸法（縦x横cm）     | 所有者           | 年代 | 落款・印章 | 備考 |
| ------------ | ------------ | ---------- | ------------------- | ---------------- | ---- | ---------- | ---- |
| 幽霊図       | 絹本墨画彩色 | 1幅        | 107.0 x 35.0        | 明禅寺（高岡市） |      |            |      |
| 江戸風俗図巻 | 絹本単色     | 1巻        | 27.8 x 23.4（各図） | 大英博物館       |      | 国鶴       |      |
|              |              |            |                     |                  |      |            |      |